# Saint-Androny
Saint-Androny is een gemeente in het Franse departement Gironde (regio Nouvelle-Aquitaine) en telt 566 inwoners (1999). De plaats maakt deel uit van het arrondissement Blaye.

## Geografie
De oppervlakte van Saint-Androny bedraagt 11,6 km², de bevolkingsdichtheid is 48,8 inwoners per km².
De onderstaande kaart toont de ligging van Saint-Androny met de belangrijkste infrastructuur en aangrenzende gemeenten.

## Demografie
Onderstaande figuur toont het verloop van het inwonertal (bron: INSEE-tellingen).